# Chioggia (stacja kolejowa)
Chioggia (wł. Stazione di Chioggia) – stacja kolejowa w Chioggia, w prowincji Wenecja, w regionie Wenecja Euganejska, we Włoszech. Znajduje się na linii kolejowej Rovigo-Chioggia.
Stacja jest zarządzana przez Rete Ferroviaria Italiana i ma kategorię brązową.

## Historia
Stacja została otwarta 23 maja 1887 wraz z inauguracją linii Loreo - Chioggia.
Stacja podzieliła losy linii kolejowej: po roku 1905 miała miejsce nacjonalizacja kolei Società italiana per le strade ferrate meridionali do Ferrovie dello Stato (FS). Od 2000 jest częścią holdingu FS i jest zarządzana przez RFI SpA.
Niedawno otwarto nowe połączenie towarowe z dworca do nowego portu handlowego Chioggia, który jest położony około 500 metrów od stacji.